# 新加尔茨
新加尔茨是德国梅克伦堡-前波美拉尼亚州的一个市镇。总面积13.34平方公里，总人口113人，其中男性56人，女性57人（2011年12月31日），人口密度8人/平方公里。